# Niemcza
Niemcza (en allemand : Nimptsch) est une ville historique de la voïvodie de Basse-Silésie, dans le Sud-Ouest de la Pologne. Elle est le chef-lieu de la commune (gmina) de Niemcza dans le powiat de Dzierżoniów.

## Géographie

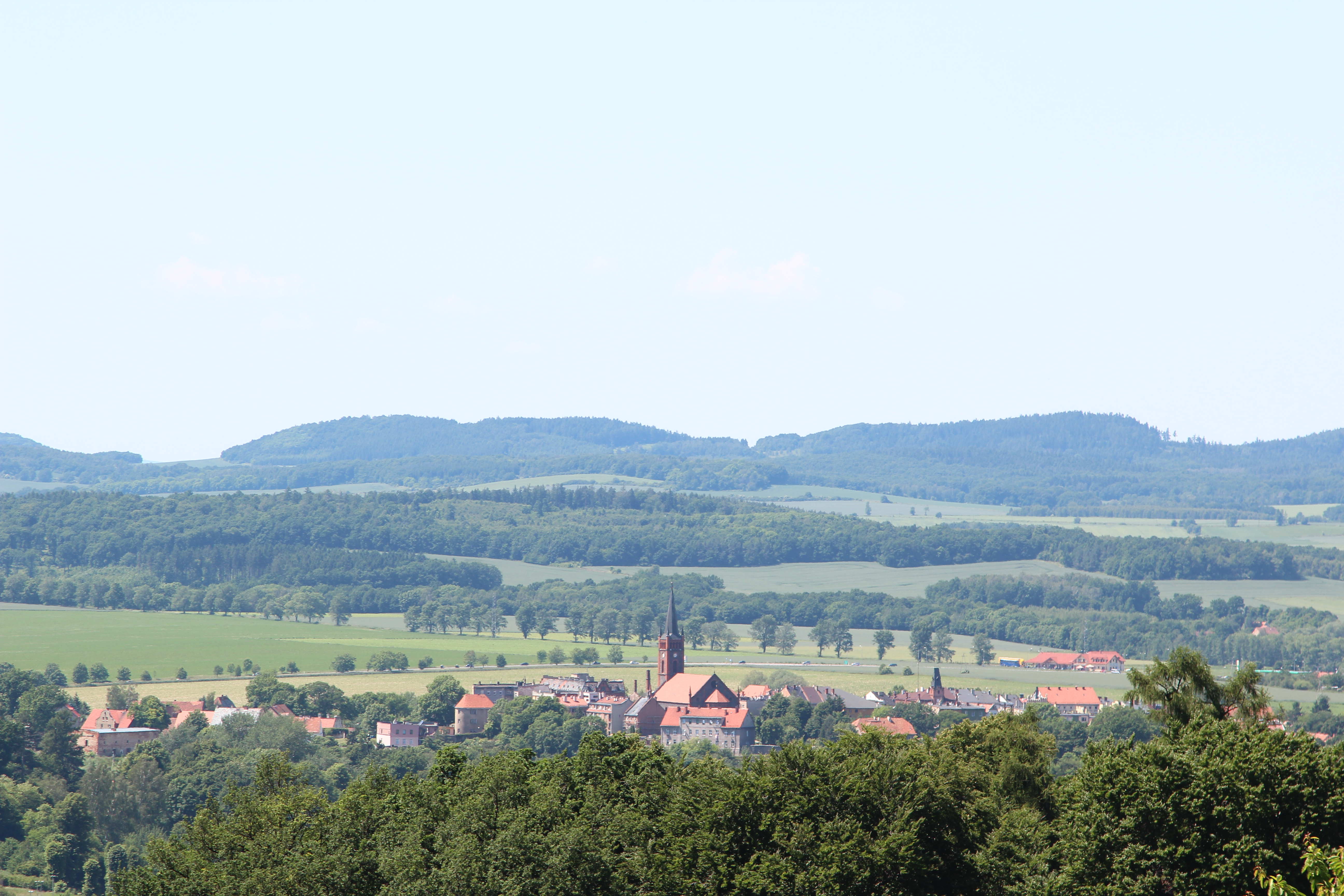
Vue sur la ville.

La ville se trouve dans la région historique de Basse-Silésie sur les rives de la Ślęza, un affluent de l'Oder, entre les Góry Sowie (« monts des Hiboux ») au Sud et le mont Ślęża au Nord. Elle est située à environ 14 km à l'Est de Dzierżoniów et 50 km au Sud de Wrocław, capitale de la région.

## Histoire
Du fait de sa situation sur une ancienne route commerciale par les Sudètes vers la Bohême (l'actuelle route européenne 67), la région était déjà peuplée à l'époque de la culture lusacienne présente à la fin de l'âge du bronze. Au IVe siècle, une forteresse des Sillings, un rameau du peuple vandale, fut établie sur la colline surplombant la ville. Après les grandes invasions, au VIe siècle, les tribus slaves, notamment les Slézanes, sont arrivées. À cette époque, il y existerait encore des colons germaniques ; le mot slave nemьcь (niemy), signifiant « muet » ou « étranger » a donné son nom à la région.
Le château fort de Niemcza est l'un des plus âgés de toute la Silésie. Vers l'an 990, il a été conquis par les forces du duc Mieszko Ier de Pologne. Selon les chroniques de Dithmar de Mersebourg, la forteresse fut assiégée par l'empereur Henri II en 1017, mais en vain. Également a échoué un siège par les forces du duc Bretislav II de Bohême en 1093. Finalement, les limites frontalières entre la Silésie et la Bohême furent fixées dans un traité de paix signé à Pentecôte 1137 par le seigneur polonais Boleslas III Bouche-Torse et le duc Sobeslav Ier de Bohême à Kłodzko.

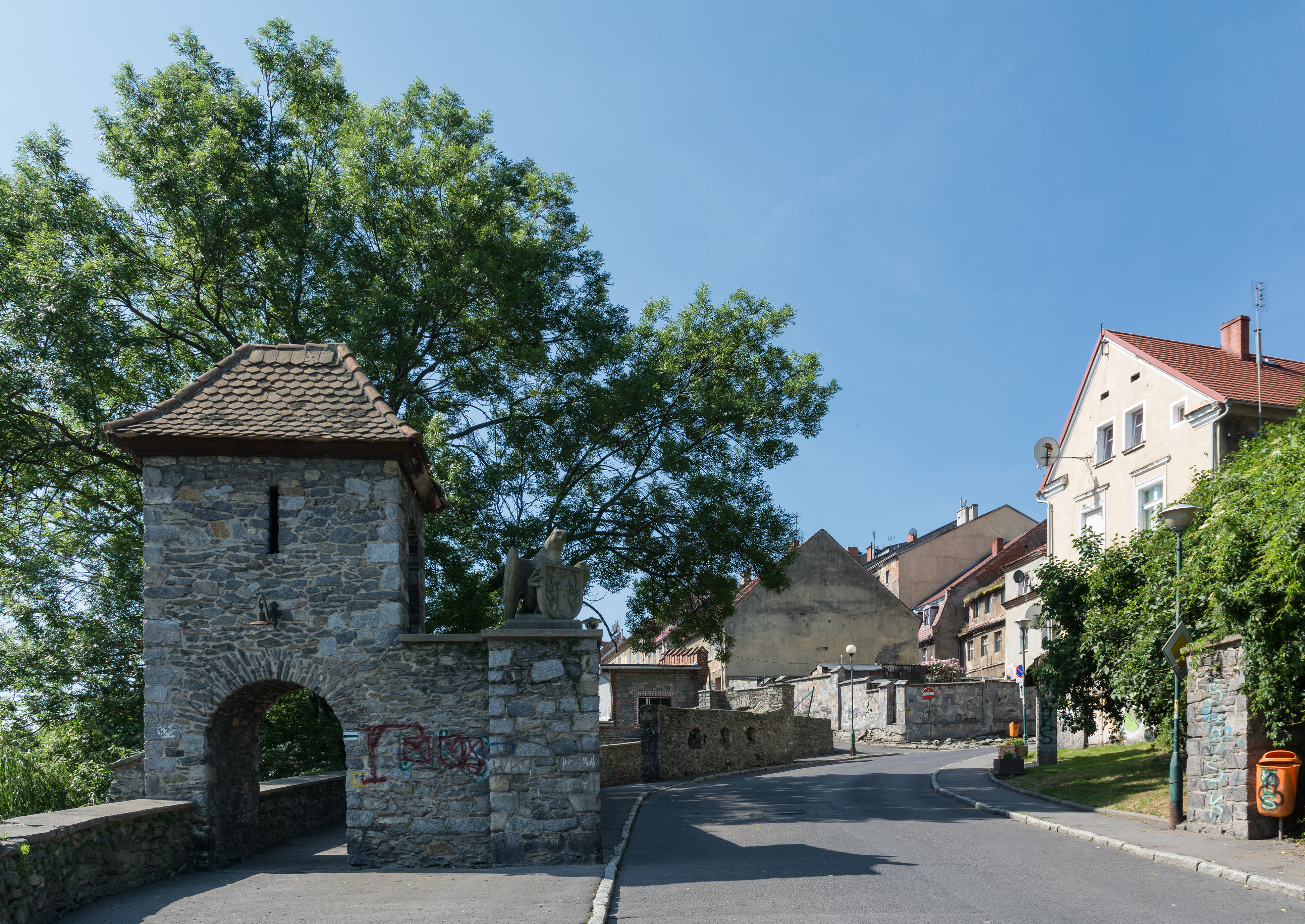
Les fortifications de la ville.

Après le décès de Boleslas III en 1138, Niemcza faisait partie du duché de Silésie levé avec le démembrement territorial du Royaume de Pologne sous le règne de la dynastie Piast. Vers l'an 1155, après l'expulsion du duc Ladislas II, la forteresse devient résidence d'un châtelain ; à partir de 1249, les domaines appartenaient au territoire du duc silésien Henri III le Blanc. Ses descendants favorisèrent la colonisation germanique et ont accordé les privilèges urbains à Niemcza en 1282.
En 1311, la ville passa au duc Boleslas III le Prodigue, duc de Brzeg ; temporairement, elle a été donnée en gage à ses cousins Bernard et Bolko II de Świdnica a profité de son emplacement stratégique dans sa querelle avec le roi Jean de Bohême. Boleslas III lui-même est devenu un vassal de la couronne de Bohême en 1329, ce qui été reconnu par le roi Casimir III de Pologne en 1335. À partir de 1419/1420, le duc Louis III d'Oława résida à Niemcza ; il s'est battu contre des assauts hussites et la ville a été gravement endommagée.
À partir de là, Niemcza est restée sous l'ombre de ses villes voisines : Ząbkowice et Dzierżoniów. Les fortifications ont été reconstruites ; néanmoins, pendant la guerre de Trente Ans, la cité, protestante depuis 1534, a été incendiée par les troupes de Wallenstein en 1633 et fut à nouveau dévastée par les forces suédoises de Lennart Torstenson en 1642.
À la suite du décès du dernier duc Piast, Georges Guillaume de Legnica, en 1675, ses domaines silésiens reviennent comme fiefs accomplis à la couronne de Bohême, à cette époque une partie de la monarchie de Habsbourg. Les Habsbourg les conservent jusqu'à la première guerre de Silésie, quand la majeure partie de la Silésie est occupée puis annexée par le roi Frédéric II de Prusse aux termes du traité de Breslau en 1742. Niemcza (Nimpsch) devint une ville prussienne, à partir de 1815 incorporée dans l'arrondissement de Nimptsch puis à partir de 1932, dans l'arrondissement de Reichenbach dans le district de Breslau au sein de la province de Silésie.
Après la Seconde Guerre mondiale, la région fut rattachée à la Pologne et la population germanophone restante expulsée.

## Population
| Années | population       |
| ------ | ---------------- |
| 1740   | 1150             |
| 1787   | 1256             |
| 1825   | 2182             |
| 1905   | 2216             |
| 1939   | 3523 (16,24 km2) |
| 1961   | 3557 (19,25 km2) |
| 1970   | 3772             |
| 2006   | 3121             |
| 2007   | 3085             |

## Administration locale

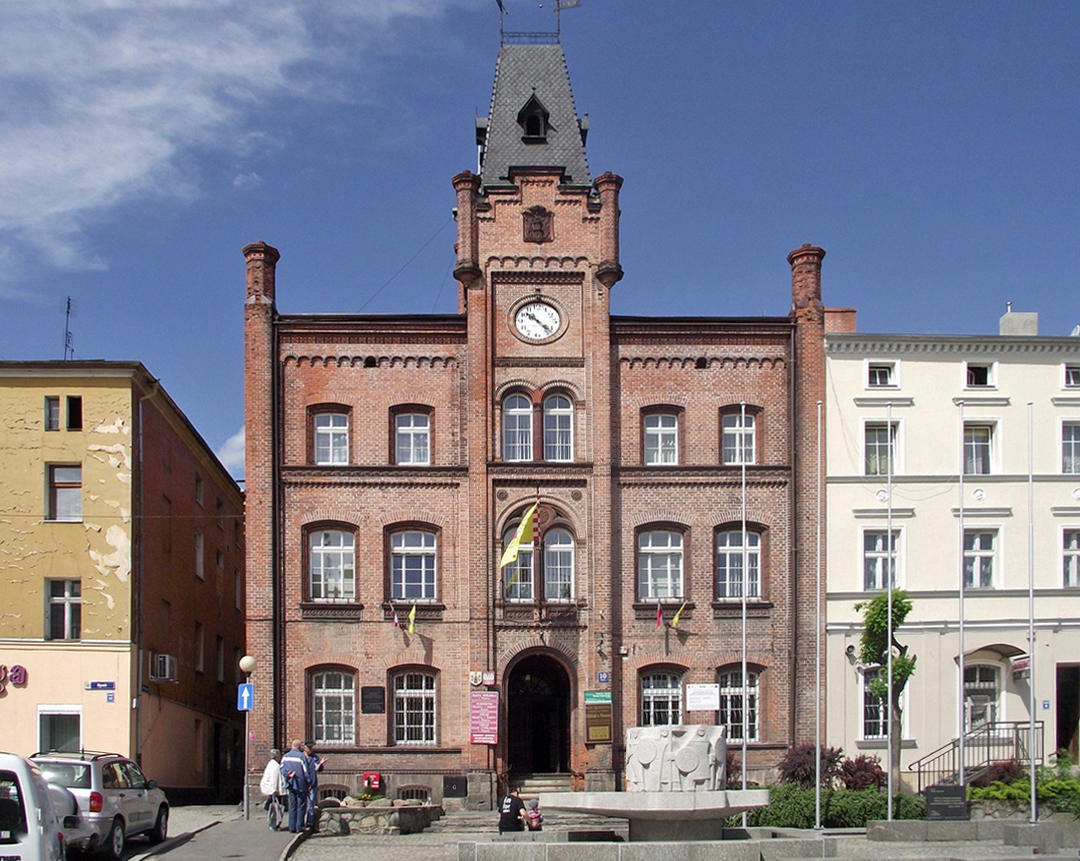
L'hôtel de ville.

Le maire actuel se nomme Jarosław Węglowski.
La ville est jumelée avec les villes de :
- Gladenbach (Allemagne)
- Monteux (Vaucluse) (France)
- Letohrad (Tchéquie)

## Personnalités liées à la commune
- Friedrich von Logau (1605–1655), poète ;
- Daniel Caspar von Lohenstein (1635–1683), poète ;
- Katja Ebstein (née 1945), chanteuse

## En savoir plus
- Le château de Gola Dzierżoniowska